# Cervikalni sluzni čep (operculum)
Cervikalni sluzni čep (operculum, mukusni čep) je čep koji ispunjava i zatvara cervikalni kanal za vrijeme trudnoće. Tvori ga mala količina cervikalne sluzi.
Sluzni čep služi kao zaštitna brana sprječavajući bakterijama prolaz u maternicu, i sadrži razne antimikrobne tvari, uključujući imunoglobuline (antitijela), i antimikrobne peptide  slične onima koji se mogu naći u nosnoj sluzi.
Obično je za vrijeme ljudske trudnoće sluz mutna, čista, gusta i ljepljiva. Prema kraju trudnoće, kada se cerviks stanjuje, nešto se krvi oslobađa u cerviks što uzrokuje da sluz postaje krvava. Kad  se bliži porod, sluzni se čep otpušta kako se cerviks počinje širiti. Čep može izići kao cijeli čep, grudica, ili jednostavno kao pojačani vaginalni iscjedak tijekom nekoliko dana. U sluzi može biti tragova smeđe, ružičaste, ili crvene krvi, pa se stoga taj događaj ponekad naziva „bloody show“. Gubitak sluznog čepa nikako ne znači da nužno dolazi do poroda.
Spolni odnos ili ginekološki pregled mogu također pokrenuti sluzni čep i izazvati iscjedak s tragovima krvi, čak i ako u nekoliko sljedećih dana ne započne porođaj. 
Kada žene gube sluzni čep?
Nema preciznih znanstvenih pokazatelja što se tiče početka poroda, zato što je svaka žena drugačija, pa si im također različita i iskustva poroda. Sluzni je čep samo jedan od znakova da se porod bliži. Ovaj je proces za žene koje su već rađale različit nego za žene prvorotkinje, zato što je kod ovih potonjih cerviks manjeg promjera. Stijenke njihovog cerviksa prilično su debele, pa stoga čvrsto drže sluzni čep pa on izlazi ili u komadićima ili s krvlju. Neke prvorotkinje mogu imati tragove krvi u gustom sekretu. Kod žena koje su već rađale  unutarnja površina cervikalnog kanala je elastična, pa njihov sluzni čep obično izlazi bez krvi i u jednom komadu. Bez obzira na opću statistiku teško je predvidjeti kako će sluzni čep kod pojedine žene izići.